# Le Gâvre
Le Gâvre is een gemeente in het Franse departement Loire-Atlantique (regio Pays de la Loire). De plaats maakt deel uit van het arrondissement Châteaubriant-Ancenis. Le Gâvre telde op 1 januari 2022 1.880 inwoners.

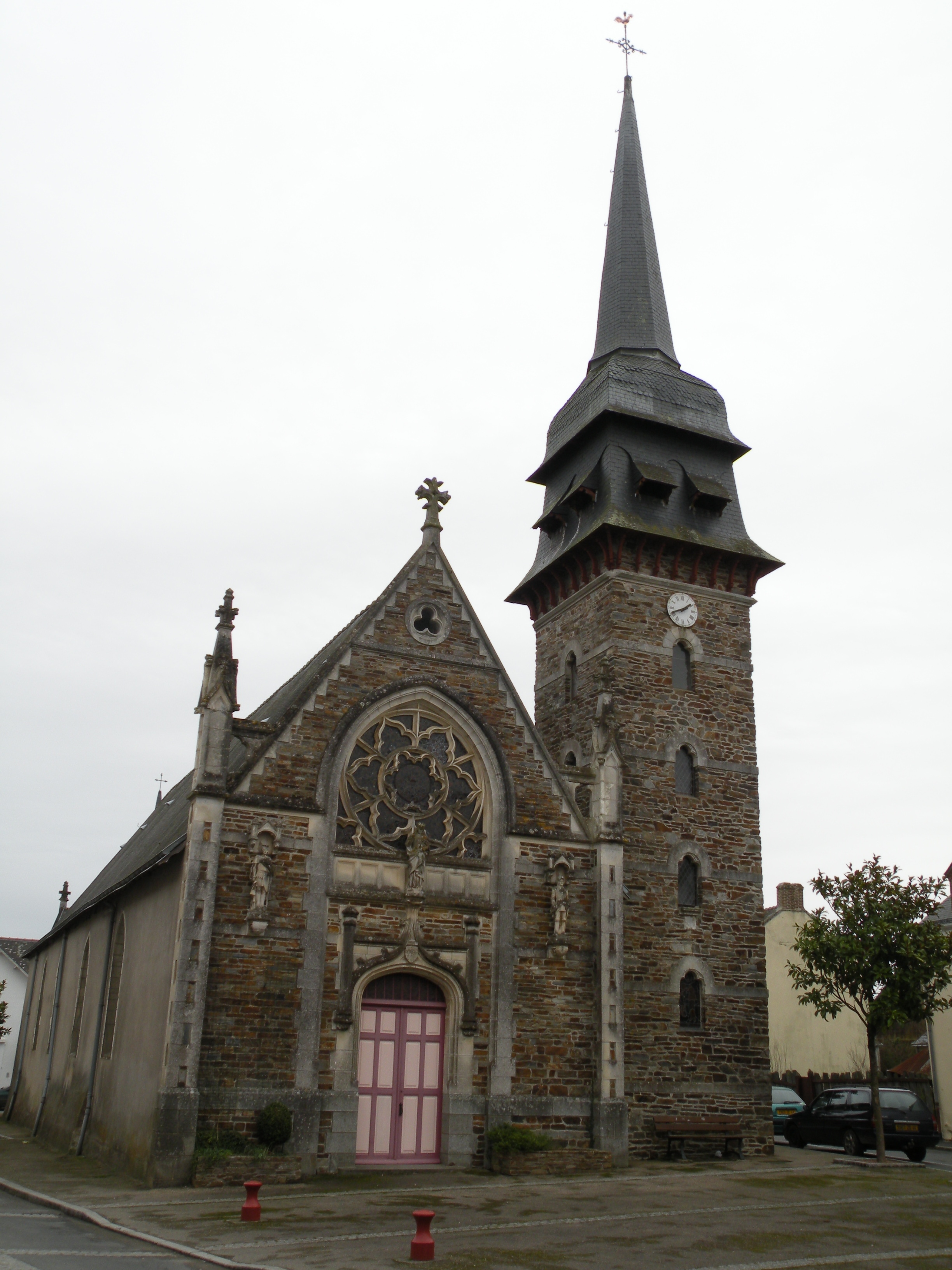
Kerk in Le Gâvre
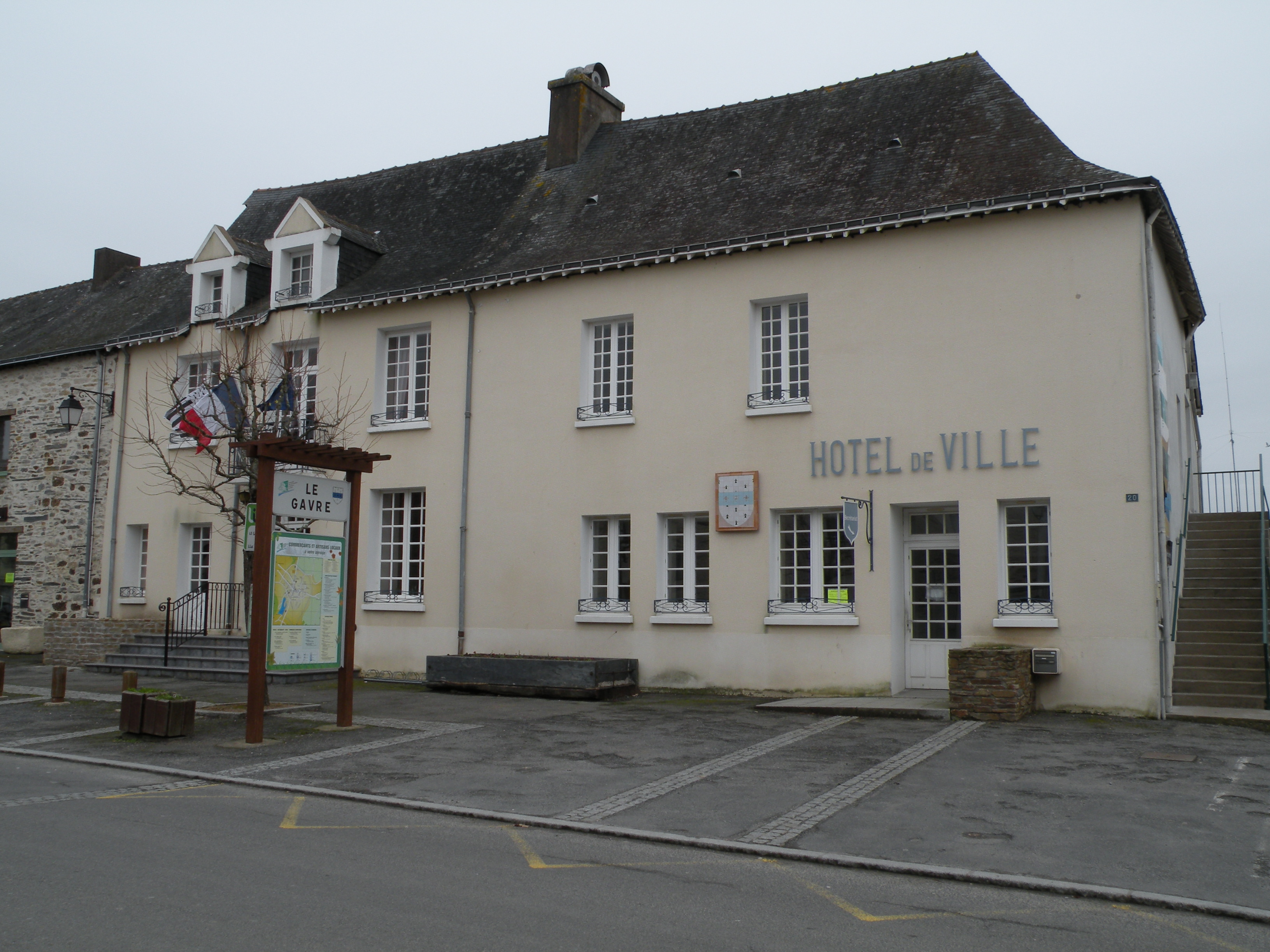
Gemeentehuis
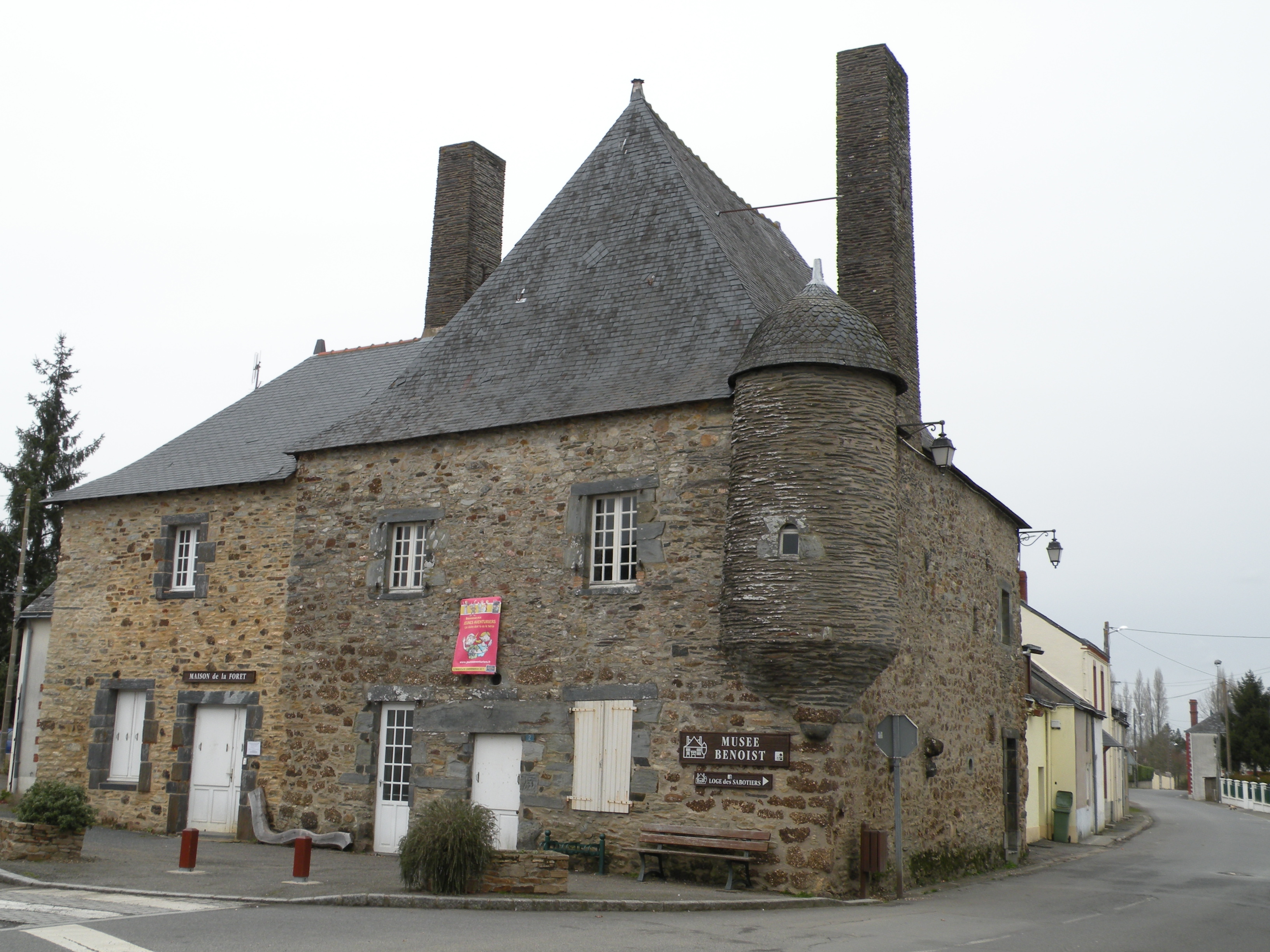
Museum Benoist

## Geografie
De oppervlakte van Le Gâvre bedroeg op 1 januari 2022 53,58 vierkante kilometer; de bevolkingsdichtheid was toen 35,1 inwoners per km².

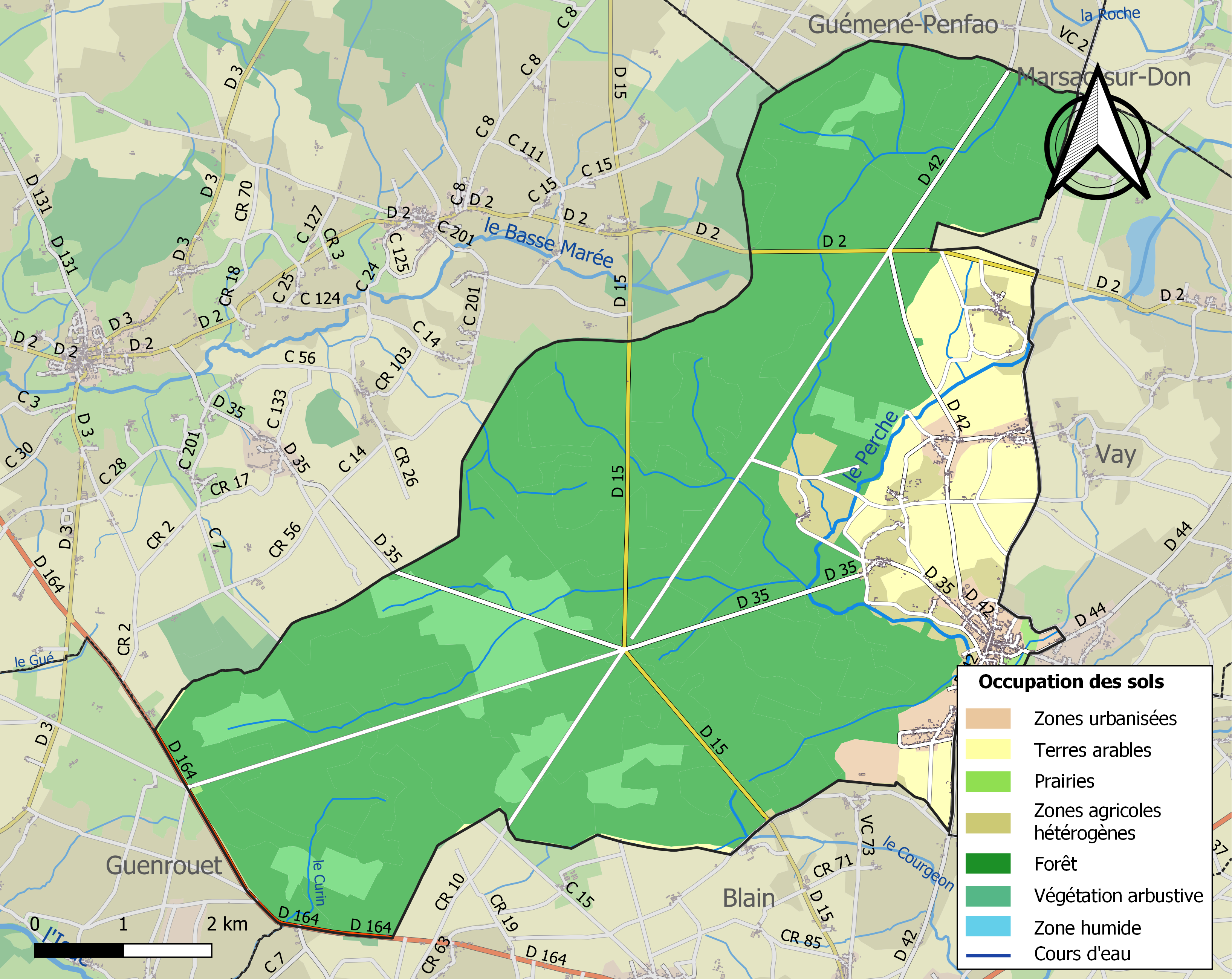
Kaart van de gemeente met de belangrijkste infrastructuur, bodemgebruik en omliggende gemeenten

## Demografie
Onderstaande figuur toont het verloop van het inwonertal (bron: INSEE-tellingen).